# مناطق خشک الکلی

نقشه مناطق خشک در آمریکا
مناطق خشک الکلی
مناطق با قوانین منع جزئی (نیمه خشک)
مناطق کاملاً آزاد

مناطق خشک الکلی (به انگلیسی: Dry county) به بخش، شهر، یا منطقه‌ای در آمریکا گویند که دارای قوانین منع فروش یا مصرف عمومی مشروبات الکلی به‌طور کامل یا جزئی است.

در مناطق «خشک»، به جهت ضررهای اجتماعی و فردی، فروش مشروبات الکلی ممنوع است، در صورتیکه در مناطق «نیمه خشک» قوانین به‌طور جزئی موجودند. به‌طور مثال در مناطق نیمه خشک نمی‌توان با محفظهٔ حاوی مشروب الکلی به‌طور روباز در خیابان و اماکن عمومی به صرف مشروب پرداخت، اما فروش آن آزاد است.

در مناطق خشک با اینکه فروش مشروبات الکلی ممنوع است، مصرف آن در داخل محیط خانه آزاد است.

تقریباً ۱۰ درصد خاک ایالات متحده منطقه خشک محسوب می‌شود و ۱۸ میلیون نفر از جمعیت ایالات متحده در منطقه خشک زندگی می‌کنند.

## پیشینه

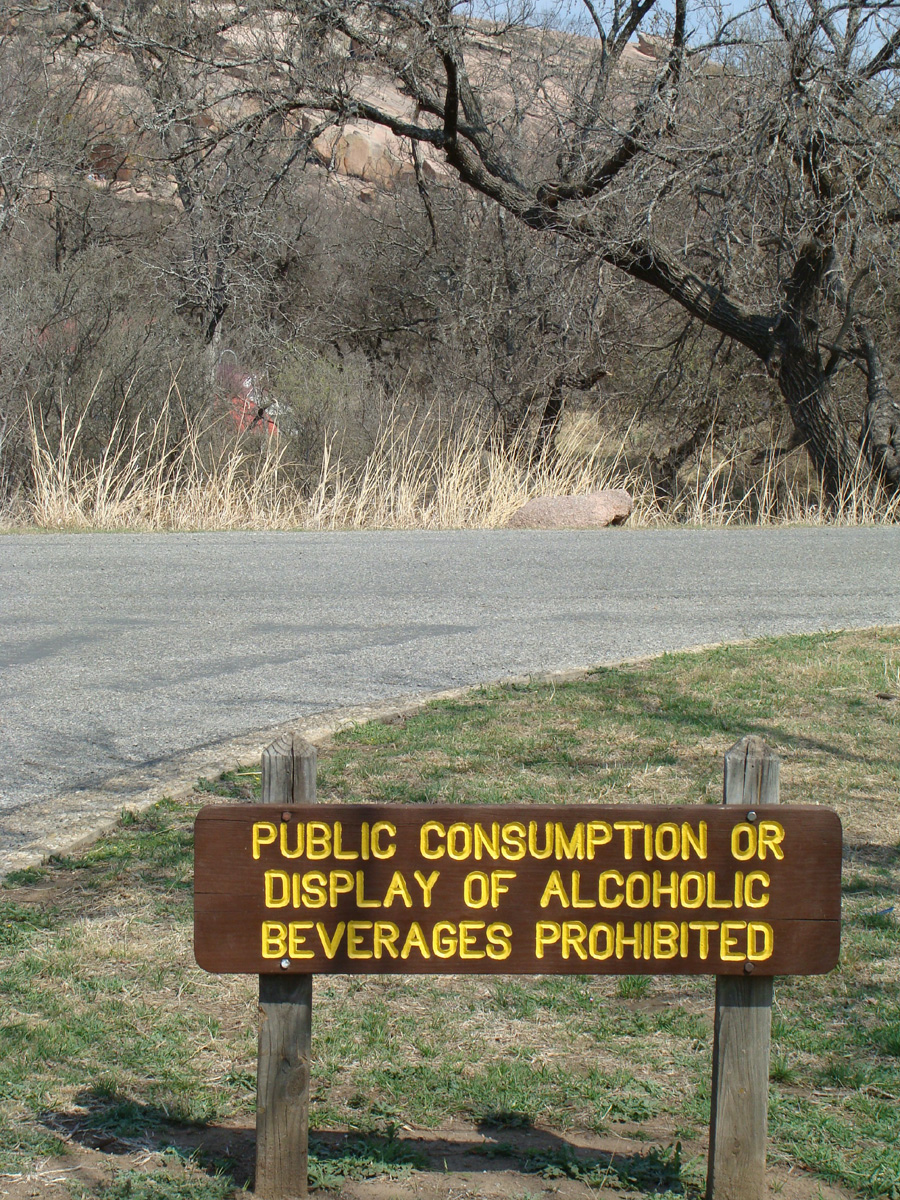
یک تابلو در تگزاس که مصرف یا حتی نمایش روباز الکل را منع کرده. (واقع در یک پارک در جاده ۳۰ کیلومتری شمال فردریکسبرگ)

در سال ۱۹۳۳ اصلاحیه‌ای به کنگره ایالات متحده ارائه گردید که به موجب آن قوانین منع فروش الکل در سرتاسر کشور لغو گردید. اما این قانون فدرال که به اصلاحیه بیست و یکم مشهور شد، با این حال بایستی توسط دستگاه‌های قانون‌گذاری ایالتی و شهرها نیز به تصویب می‌رسید.

بسیاری از ایالات همگام با اصلاحیه بیست و یکم اقدام به لغو قوانین منع فروش مشروبات الکلی نمودند. اما معدودی از این نواحی این قوانین را لغو نکرده و کماکان «خشک» باقی ماندند.